# Компоненты крови
Компоненты крови — составляющие цельной крови, используемые в медицинских учреждениях. В современной службе крови цельная кровь практически не используется, так как её переливание плохо соответствует принципам этиотропной терапии, даёт слишком большое число осложнений и не выгодно экономически.
Компоненты крови можно классифицировать следующим образом:
- клеточные (эритроцит-, тромбоцит- и лейкоцитсодержащие);
- плазма (свежезамороженная, карантинизированная);
- составляющие плазмы (криопреципитат, криосупернатантная плазма).